# Els Denneboom-Frank
Elsa Magdalena (Els) Denneboom-Frank (Goldenstedt, 2 juni 1928 - Boekelo, 9 september 2021) was een Nederlandse zakenvrouw. In 1992 werd ze uitgeroepen tot zakenvrouw van het jaar.
Els Denneboom-Frank werd geboren in Goldenstedt, Duitsland als dochter van een joodse vader en een lutherse moeder. Het gezin vluchtte eind jaren '30 naar Nederland nadat haar moeder bij een ruzie een fles wijn had stukgeslagen op het hoofd van een dronken nazi. Haar joodse vader moest aan het einde van de oorlog onderduiken, maar overleefde de oorlog. Na de oorlog trouwde ze met Karl Denneboom, met wie ze drie kinderen kreeg. Samen met haar man richtte ze machinefabriek BOA op. Na het onverwachtse overlijden van haar echtgenoot in 1984 werd ze alleen directeur. In 1997 trad ze terug uit de directie, hoewel ze nog op hoge leeftijd vanuit huis betrokken was bij het besturen van het bedrijf. Denneboom-Frank overleed na een korte periode van afnemende gezondheid op 93-jarige leeftijd.
- International Standard Name Identifier: 0000 0003 9601 023X
- Nederlandse Thesaurus van Auteursnamen: 240231732
- Virtual International Authority File: 290901850
- WorldCat: E39PBJmtCB3RxG9T4Vmj8rDg8C